# Помбал (Лейрия)
Помбал (порт.  Pombal; [põ.'baɫ]) — город в Португалии, центр одноимённого муниципалитета в составе округа Лейрия, площадью около 620 км2
Численность населения — 10 тыс. жителей (город), 59,5 тыс. жителей (муниципалитет). Город и муниципалитет входит в экономико-статистический регион Центр и субрегион Пиньял-Литорал. По старому административному делению входил в провинцию Бейра-Литорал.
Покровителем города считается Мартин Турский (порт. São Martinho).
Праздник города — 11 ноября.

## Расположение
Город расположен в 24 км на северо-восток от адм. центра округа города Лейрия.
Муниципалитет граничит:
- на севере — муниципалитеты Фигейра-да-Фош,Соре
- на востоке — муниципалитеты Ансьян, Алвайазере
- на юго-востоке — муниципалитет Керен
- на юго-западе — муниципалитет Лейрия
- на западе — Атлантический океан

## Население
| Население муниципалитета Помбал (1801—2004) | Население муниципалитета Помбал (1801—2004) | Население муниципалитета Помбал (1801—2004) | Население муниципалитета Помбал (1801—2004) | Население муниципалитета Помбал (1801—2004) | Население муниципалитета Помбал (1801—2004) | Население муниципалитета Помбал (1801—2004) | Население муниципалитета Помбал (1801—2004) | Население муниципалитета Помбал (1801—2004) |
| ------------------------------------------- | ------------------------------------------- | ------------------------------------------- | ------------------------------------------- | ------------------------------------------- | ------------------------------------------- | ------------------------------------------- | ------------------------------------------- | ------------------------------------------- |
| 1801                                        | 1849                                        | 1900                                        | 1930                                        | 1960                                        | 1981                                        | 1991                                        | 2001                                        | 2004                                        |
| 6144                                        | 16 828                                      | 34 840                                      | 45 358                                      | 59 931                                      | 53 727                                      | 51 357                                      | 56 299                                      | 58 617                                      |

## История
Город основан в 1174 году.

## Районы
| - Абиул - Албергария-душ-Дозе - Алмагрейра - Карниде - Каррису - Гиа - Илья - Лорисал - Мата-Моришка | - Мейриньяш - Пеларига - Помбал - Рединья - Сантьягу-де-Литен - Сан-Симан-де-Литен - Вермоил - Вила-Кан |